# Милк Ривер (Алберта)
Милк Ривер (енгл. Milk River) је мала варошица на крајњем југу канадске провинције Алберта, у оквиру статистичке регије Јужна Алберта. Налази се 70 км јужно од града Летбриџа и свега 16 км северно од државне границе са САД (савезна држава Монтана). 
Варошица је име добила по реци Милк на чијим обалама лежи.
Насеље је основано почетком прошлог века а већ 1916. је добило статус села, а 1956. и статус варошице. 
Према резултатима пописа становништва из 2011. у варошици је живело 811 становника у 418 домаћинстава, што је за 0,6% мање у односу на попис из 2006. када су регистрована 816 житеља.

## Становништво
| 2006. | 2011. |
| ----- | ----- |
| 816   | 811   |